# مارتین گرازه
مارتین گرازه (به آلمانی: Martin Grase) (۳ مه ۱۸۹۱ – ۱۰ اکتبر ۱۹۶۴) یک نظامی بلندپایه آلمانی در دوره رایش سوم بود که فرماندهی یگان‌های مختلفی را در جنگ جهانی دوم بر عهده داشت.

## سال‌های اولیه
مارتین گرازه پس از گذراندن دوره آموزشی، ۲۴ ماه مارس سال ۱۹۰۹ میلادی به نیروی زمینی پادشاهی پروس پیوست و در هنگ ۳ گرندیر پروس شرقی (فریدریش کبیر) قرار گرفت. از ماه اکتبر سال ۱۹۰۹ تا ماه ژوئیه سال بعد در دانشکده نظامی آنکلام حضور یافت. با پایان این دوره به درجه ستوان دومی ارتقا یافت.

### جنگ جهانی اول
با آغاز جنگ جهانی اول در ابتدا به عنوان فرمانده یک دسته وارد میدان‌ها نبرد در جبهه شرقی شد و سپس به فرماندهی یک گروهان مسلسل رسید. پس از تجربه نبردهای متعدد در مناطق مختلف، گرازه ۲۹ ماه مارس سال ۱۹۱۵ زخمی شد و به بیمارستان انتقال یافت. پس از بهبودی مجدداً به عنوان فرمانده یک یگان مسلسل در لشکر نوزدهم به صحنه نبرد بازگشت. بیستم ماه اوت سال ۱۹۱۵ به هنگ ۳۷۴ پیاده‌نظام منتقل و در مقام فرماندهی یکی از گروهان‌های مسلسل آن قرار گرفت. از ماه سپتامبر سال ۱۹۱۶ از او در وظایف ستادی استفاده گردید. او با همین هنگ به ادامه نبرد در جبهه شرقی پرداخت. پس از گذراندن یک دوره آموزشی در ویلنا، اوایل فوریه سال ۱۹۱۸ به عنوان افسر تشریفات وارد ستاد لشکر شانزدهم شد. به شکل همزمان از آغار ماه ژوئیه همان سال فرمانده یک آتشبار در تیپ ۱ توپخانه صحرایی نیز بود. یازدهم اکتبر سال ۱۹۱۸ در جایگاه آجودان این لشکر قرار گرفت.
ترفیع درجه
- ۲۰ اوت[۱] ۱۹۱۰: ستوان دوم
- ۲۷ ژانویه ۱۹۱۶: ستوان یکم
- ۲ مه ۱۹۲۲: سروان
- ۱ ژانویه ۱۹۳۳: سرگرد
- ۱ ژوئیه ۱۹۳۵: سرهنگ دوم
- ۱ فوریه ۱۹۳۸:[۱] سرهنگ
- ۱۸ اکتبر ۱۹۴۱:[۱] سرتیپ
- ۱ ژانویه ۱۹۴۳:[۱] سرلشکر
- ۱ نوامبر ۱۹۴۳:[۱] سپهبد (ژنرال پیاده‌نظام)

### رایشسور
پس از پایان جنگ و امضای پیمان آتش‌بس، اواخر سال ۱۹۱۸ به هنگ ۴ گرندیر بازگردانده شد. از ماه ژانویه سال ۱۹۱۹ در ستاد سپاه ۱ به انجام وظیفه ادامه داد. بین ماه‌های ژوئن و اکتبر همان سال به عنوان فرمانده یک گروهان به هنگ پیشین خود که به صورت داوطلب در مناطق شرقی مستقر شده بود، بازگشت. با تشکیل رایشسور، از روز ۱ اکتبر سال ۱۹۲۰ به سمت آجودان گردان آموزش هنگ ۲ پیاده‌نظام در آلنشتاین منصوب شد. ماه ژانویه سال ۱۹۲۳ به فرماندهی گروهان ۱۵ این هنگ رسید. با گذراندن دوره مربوط به جنگ‌افزار مین سه ماه آخر سال ۱۹۲۹ به فرماندهی گروهان ۱۳ مین منصوب گردید. در ادامه مجدداً در ستاد یگان‌های مختلف از لشکر سوم و فرماندهی نظامی برلین فعالیت کرد.

## ورماخت
پس از علنی شدن گسترش نظامی آلمان، سال ۱۹۳۵ به فرماندهی گردان سوم هنگ ۳۰ پیاده‌نظام نائل آمد. با طی دوره دیگری، گرازه ۶ اکتبر سال ۱۹۳۶ در جایگاه آجودان نخست سپاه ۱ نشست. ۲۲ اوت ۱۹۳۹، آجودان ارتش سوم شد و به همراه همین یگان، با آغاز جنگ جهانی دوم، در حمله به لهستان مشارکت نمود. روز ۳ اکتبر آجودان فرماندهی مرزبانی شمال و ۲۲ اکتبر سال ۱۹۳۹ آجودان ارتش شانزدهم گردید. روز ۱ مارس سال ۱۹۴۰ به فرماندهی هنگ ۱ پیاده‌نظام منصوب شد و همراه یگان خود در نبردهای جبهه غربی و از ماه ژوئن سال ۱۹۴۱ در قسمت شمالی جبهه شرقی حضور یافت. روز ۱۳ ژانویه سال ۱۹۴۲ از فرماندهی این یگان کنار نهاده شده و به افسران ذخیره (فوررریزرو) منتقل گشت. تنها سه روز بعد به فرماندهی لشکر یکم پیاده‌نظام منصوب گردید. روز ۱ ژوئیه سال ۱۹۴۳ مجدداً از فرماندهی کنار نهاده شده و به افسران ذخیره منتقل شد. یک و نیم ماه بعد، در روز ۱۵ ماه اوت فرماندهی سپاه ۱ به او اعطا گردید. روز سال نو مقام او به فرماندهی سپاه ۲۶ تغییر یافت. اواسط ماه فوریه سال ۱۹۴۴ فرماندهی این سپاه را رها کرده و دوباره به افسران ذخیره منتقل شد
روز ۱۱ ژوئیه (۱۸ ژوئیه) سال ۱۹۴۴ به فرماندهی فرمانداری نظامی آلمان در بلژیک و شمال فرانسه رسید. ۱۵ سپتامبر همان سال مجدداً به افسران ذخیره بازگشت.

## نشان‌ها
- صلیب آهنین درجه دو (۲۸ سپتامبر ۱۹۱۴) و درحه یک (۶ دسامبر ۱۹۱۶)
- گیره صلب آهنین درجه دو (۲۴ سپتامبر ۱۹۳۹) و درجه یک (۵ ژوئیه ۱۹۴۰)
- صلیب شوالیه صلیب آهنین با برگ‌های بلوط:
  - صلیب شوالیه صلیب آهنین: ۱۸ اکتبر ۱۹۴۱
  - برگ‌های بلوط: ۲۳ مه ۱۹۴۳

## مناصب
| مناصب نظامی              | مناصب نظامی                                              | مناصب نظامی                         |
| ------------------------ | -------------------------------------------------------- | ----------------------------------- |
| پیشین: سرلشکر فیلیپ کلفل | فرمانده لشکر یکم پیاده‌نظام ۱۶ ژانویه ۱۹۴۲ – ۱ ژوئیه ۱۹۴۳ | پسین: سرلشکر ارنست-آنتون فون کروسیک |
| پیشین: سپهبد اتو وولر    | فرمانده سپاه ۱ ۱۵ اوت ۱۹۴۳ – ۳۱ دسامبر ۱۹۴۳              | پسین: سپهبد کارل هیلپرت             |
| پیشین: سپهبد کارل هیلپرت | فرمانده سپاه ۲۶ ۱ ژانویه ۱۹۴۴ – ۱۵ فوریه ۱۹۴۴            | پسین: سپهبد آنتون گراسر             |